# A Newcastle United FC 2013–2014-es szezonja
A Newcastle United FC az angol élvonal első osztályban, a Premier Leagueben szerepel. Tavaly, a sok sikertelen meccs és pénzügyi gondok miatt a csapat majdnem a másodosztályba, a Championshipbe került, de a szezon második felében javult a játékuk és végül felküzdötték magukat a 16. helyre, ami éppen a bentmaradáshoz volt elég. Ennek köszönhetően a csapat nem indul semmilyen nemzetközi kupasorozatban. A csapatnak egymásután 4. éve az első osztályban, anélkül, hogy kiestek volna. Ez az év a Newcastle 121. éve a profi ligák történelmében.

## Klub vezetőség

### Edzői stáb
| Pozíció             | Név             |
| ------------------- | --------------- |
| Tulajdonos          | Joe Kinnear     |
| Menedzser           | Alan Pardew     |
| Mellékmenedzser     | John Carver     |
| Edző                | Steve Stone     |
| Kapus edző          | Andy Woodman    |
| Akadémiai edző      | Joe Joyce       |
| Akadémiai kapusedző | Chris Terpcou   |
| Utánpótlás edző     | Willie Donachie |

## Statisztika
2013. december 13-a szerint

### Gólok
| Hely | Poszt | Nemzetiség    | Szám | Név             | Premier League | FA Cup | League Cup | Teljes |
| ---- | ----- | ------------- | ---- | --------------- | -------------- | ------ | ---------- | ------ |
| 1    | Cs    | Franciaország | 14   | Loïc Rémy       | 10             | 0      | 0          | 10     |
| 2    | Cs    | Franciaország | 11   | Yoan Gouffran   | 6              | 0      | 1          | 7      |
| 3    | KP    | Franciaország | 4    | Yohan Cabaye    | 5              | 0      | 0          | 5      |
| 4    | KP    | Franciaország | 10   | Hatem Ben Arfa  | 3              | 0      | 0          | 3      |
| 5    | Cs    | Szenegál      | 9    | Papiss Cissé    | 1              | 0      | 1          | 2      |
| 6    | Cs    | Nigéria       | 23   | Shola Ameobi    | 0              | 0      | 1          | 1      |
| 6    | Cs    | Anglia        | 28   | Sammy Ameobi    | 0              | 0      | 1          | 1      |
| 6    | DF    | Wales         | 36   | Paul Dummett    | 1              | 0      | 0          | 1      |
| 6    | DF    | Franciaország | 26   | Mathieu Debuchy | 1              | 0      | 0          | 1      |
| 6    | KP    | Franciaország | 7    | Moussa Sissoko  | 1              | 0      | 0          | 1      |

### Lapok
| No. | Pos. | Name               |   |   |
| --- | ---- | ------------------ | - | - |
| 2   | DF   | Fabricio Coloccini | 1 | 0 |
| 4   | KP   | Yohan Cabaye       | 5 | 0 |
| 7   | KP   | Moussa Sissoko     | 4 | 0 |
| 8   | KP   | Vurnon Anita       | 1 | 0 |
| 10  | KP   | Hatem Ben Arfa     | 1 | 0 |
| 11  | KP   | Yoan Gouffran      | 2 | 0 |
| 13  | DF   | Mapou Yanga-Mbiwa  | 2 | 1 |
| 14  | KP   | Loïc Rémy          | 1 | 0 |
| 19  | DF   | Massadio Haïdara   | 1 | 0 |
| 22  | DF   | Sylvain Marveaux   | 1 | 0 |
| 24  | DF   | Cheick Tioté       | 4 | 0 |
| 26  | DF   | Mathieu Debuchy    | 7 | 0 |
| 27  | DF   | Steven Taylor      | 0 | 1 |

### Kapitányok
| No. | Pos. | Name               | Starts |
| --- | ---- | ------------------ | ------ |
| 2   | DF   | Fabricio Coloccini | 15     |
| 24  | DF   | Cheick Tioté       | 5      |
| 13  | DF   | Mapou Yanga-Mbiwa  | 1      |

### Jelenlegi keret
| #  |     | Poszt | Név                    |
| -- | --- | ----- | ---------------------- |
| 1  | NED | K     | Tim Krul               |
| 2  | ARG | V     | Fabricio Coloccini (C) |
| 3  | ITA | V     | Davide Santon          |
| 4  | FRA | KP    | Yohan Cabaye           |
| 6  | ENG | V     | Mike Williamson        |
| 7  | FRA | KP    | Moussa Sissoko         |
| 8  | NED | KP    | Vurnon Anita           |
| 9  | SEN | CS    | Papiss Demba Cissé     |
| 10 | FRA | KP    | Hatem Ben Arfa         |
| 11 | FRA | CS    | Yoan Gouffran          |
| 13 | FRA | V     | Mapou Yanga-Mbiwa      |
| 14 | FRA | CS    | Loïc Rémy              |
| 15 | ENG | KP    | Dan Gosling            |
| 16 | ENG | V     | Ryan Taylor            |
| 17 | FRA | KP    | Romain Amalfitano      |
| 18 | ARG | KP    | Jonás Gutiérrez        |

| #  |         | Poszt | Név              |
| -- | ------- | ----- | ---------------- |
| 19 | FRA     | V     | Massadio Haïdara |
| 20 | Burundi | KP    | Gaël Bigirimana  |
| 21 | IRL     | K     | Rob Elliott      |
| 22 | FRA     | KP    | Sylvain Marveaux |
| 23 | NGR     | CS    | Shola Ameobi     |
| 24 | CIV     | KP    | Cheick Tioté     |
| 25 | FRA     | CS    | Gabriel Obertan  |
| 26 | FRA     | V     | Mathieu Debuchy  |
| 27 | ENG     | V     | Steven Taylor    |
| 28 | ENG     | CS    | Samuel Ameobi    |
| 29 | SLO     | KP    | Haris Vučkić     |
| 33 | AUS     | V     | Curtis Good      |
| 36 | Wales   | V     | Paul Dummett     |
| 42 | ENG     | K     | Jak Alnwick      |
| 44 | ENG     | V     | Remie Streete    |
| 49 | ENG     | CS    | Adam Campbell    |

### Kölcsönben
| #  |     | Poszt | Név                                |
| -- | --- | ----- | ---------------------------------- |
| 39 | FRA | KP    | Mehdi Abeid (a St. Johnstone-nál)  |
| 28 | ENG | CS    | Sammy Ameobi (a Middlesbrough-nál) |

| #  |     | Poszt | Név                               |
| -- | --- | ----- | --------------------------------- |
| 36 | WAL | V     | Paul Dummett (a St. Mirren-nél)   |
| 31 | NIR | KP    | Shane Ferguson (a Birmingham-nél) |

## Átigazolás

### Érkezők
| Dátum        | Poszt | Név                   | -ból                            |
| ------------ | ----- | --------------------- | ------------------------------- |
| 1 July 2013  | LW    | Yven Moyo             | ingyen az akadémiáról           |
| 1 July 2013  | CB    | Alex Nicholson        | Ingyen az akadémiáról           |
| 1 July 2013  | RB    | Lee Desmond           | Ingyen az akadémiáról           |
| 1 July 2013  | RB    | Alex Kitchen          | ingyen az akadémiától           |
| 1 July 2013  | RW    | Esteban Cardona Lopez | QPR 4 millió Euró               |
| 1 July 2013  | MF    | Bradden Inman         | Crewe Alexandra 4,5 millió Euró |
| 1 July 2013  | RB    | Danny Simpson         | ingyen az akadémiából           |
| 3 July 2013  | RB    | James Perch           | ingyen az akadémiából           |
| 15 July 2013 | GK    | Steve Harper          | ingyen az akadémiából           |

Teljes költség:~8,5 millió Euró

### Távozók
| 23 July 2013     | LB/LW | Shane Ferguson     | Birmingham City    |   |    |              |           |
| 26 July 2013     | RB    | James Tavernier    | Shrewsbury Town    |   |    |              |           |
| 31 July 2013     | MF    | Mehdi Abeid        | Panathinaikos      |   |    |              |           |
| 1 August 2013    | MF    | Michael Richardson | Accrington Stanley | ‑ | MF | Conor Newton | St Mirren |
| 15 August 2013   | FW    | Adam Campbell      | Carlisle United    |   |    |              |           |
| 15 August 2013   | GK    | Jonathan Mitchell  | Workington         |   |    |              |           |
| 30 August 2013   | MF    | Michael Richardson | Accrington Stanley |   |    |              |           |
| 2 September 2013 | MF    | Steven Logan       | Annan Athletic     |   |    |              |           |
| 4 September 2013 | MF    | Romain Amalfitano  | Dijon              |   |    |              |           |
| 4 October 2013   | MF    | Dan Gosling        | Blackpool          |   |    |              |           |
| 28 November 2013 | RB    | James Tavernier    | Rotherham United   |   |    |              |           |
| 28 November 2013 | MF    | Haris Vučkić       | Rotherham United   |   |    |              |           |
| 1 January 2014   | FW    | Adam Campbell      | St Mirren          |   |    |              |           |

## Eredmények

### Barátságos, felkészülési meccsek
| Felkészülési 2013. július 16. 20:00 |

| Motherwell                        | 2 – 4   | Newcastle United FC                             |
| --------------------------------- | ------- | ----------------------------------------------- |
| Vigurs 26' McFadden 53' (büntető) | (1 – 3) | Vučkić 8' Gouffran 15' Sissoko 39' Marveaux 64' |

| Fir Park, Motherwell Nézőszám: 4 475 Játékvezető: Willie Collum |

| Felkészülési 2013. július 20. 19:00 |

| Rio Ave              | 3 – 1   | Newcastle United FC |
| -------------------- | ------- | ------------------- |
| Koka 6' 9' Braga 26' | (3 – 0) | Ameobi 76'          |

| Estadio do Rio Ave FC, Vila do Conde Játékvezető: Pedro Campos |

| Felkészülési 2013. július 23. 21:00 |

| Paços de Ferreira | 1 – 1   | Newcastle United FC                 |
| ----------------- | ------- | ----------------------------------- |
| Rui Caetano 15'   | (0 – 0) | Shola Ameobi 61' Fabricio Coloccini |

| Estádio da Mata Real, Paços de Ferreira |

| Felkészülési 2013. július 28. 16:00 |

| Blackpool FC | 0 – 1   | Newcastle United FC |
| ------------ | ------- | ------------------- |
|              | (0 – 1) | Shola Ameobi 5'     |

| Bloomfield Road, Blackpool Nézőszám: 6 863 Játékvezető: Andre Marriner |

| Felkészülési 2013. augusztus 2. 20:30 |

| St. Mirren FC | 0 – 2   | Newcastle United FC   |
| ------------- | ------- | --------------------- |
|               | (0 – 2) | Cissé 19' Debuchy 26' |

| St. Mirren Park, Paisley Nézőszám: 4 216 Játékvezető: John Beaton |

### Tabella
| Helyezés | Név               | Lejátszott meccs | Győzelem | Döntetlen | Vereség | Lőtt/Kapott gólok | Gólkülönbség | Pont |
| -------- | ----------------- | ---------------- | -------- | --------- | ------- | ----------------- | ------------ | ---- |
| 6        | Manchester United | 19               | 10       | 4         | 5       | 32/22             | 10           | 34   |
| 7        | Tottenham         | 19               | 10       | 4         | 5       | 22/24             | -2           | 34   |
| 8        | Newcastle United  | 19               | 10       | 3         | 6       | 29/24             | 5            | 33   |
| 9        | Southampton       | 19               | 7        | 6         | 6       | 26/20             | 6            | 27   |
| 10       | Hull City         | 19               | 6        | 5         | 8       | 22/23             | -1           | 23   |